# Ервајн (Кентаки)
Ервајн (енгл. Irvine) град је у америчкој савезној држави Кентаки.

## Демографија
По попису из 2010. године број становника је 2.715, што је 128 (-4,5%) становника мање него 2000. године.
| Група             | 2000.         | 2010.         |
| Белци             | 2.808 (98,8%) | 2.672 (98,4%) |
| Афроамериканци    | 1 (0,0%)      | 3 (0,1%)      |
| Азијати           | 0 (0,0%)      | 1 (0,0%)      |
| Хиспаноамериканци | 16 (0,6%)     | 8 (0,3%)      |
| Укупно            | 2.843         | 2.715         |